# Vettor Pisani
 (février 2019).
Si vous disposez d'ouvrages ou d'articles de référence ou si vous connaissez des sites web de qualité traitant du thème abordé ici, merci de compléter l'article en donnant les références utiles à sa vérifiabilité et en les liant à la section « Notes et références ».
Pour les articles homonymes, voir Vettor Pisani (homonymie).
Vettor Pisani (né en 1324 à Venise et mort le 13 août 1380 à Manfredonia) est un amiral vénitien.

## Biographie

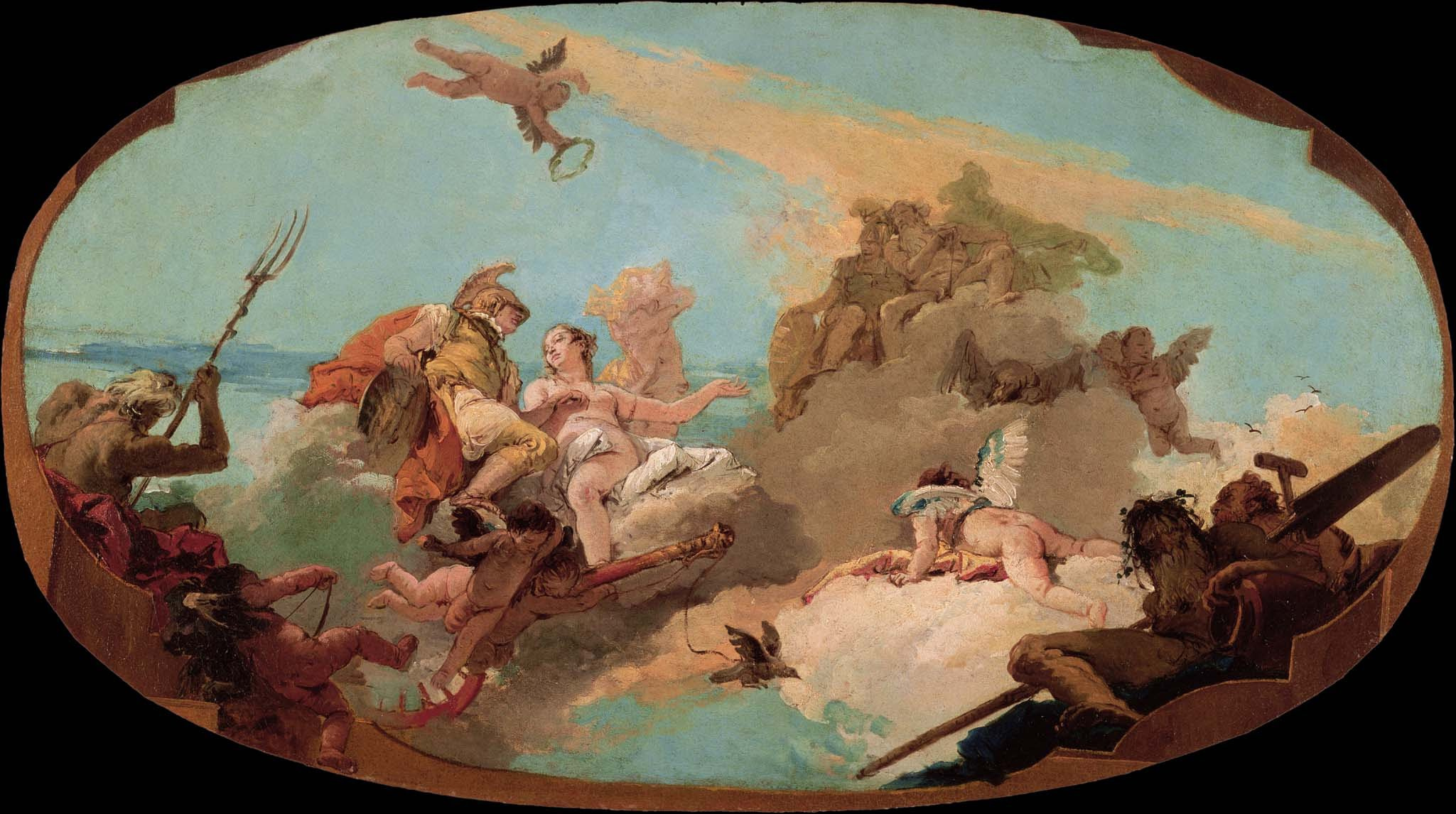
L'Apothéose de l'amiral Vettor Pisani
modèle à l'huile pour le palais Pisani Moretta
Giambattista Tiepolo, vers 1743
Musée national de l'art occidental, Tokyo

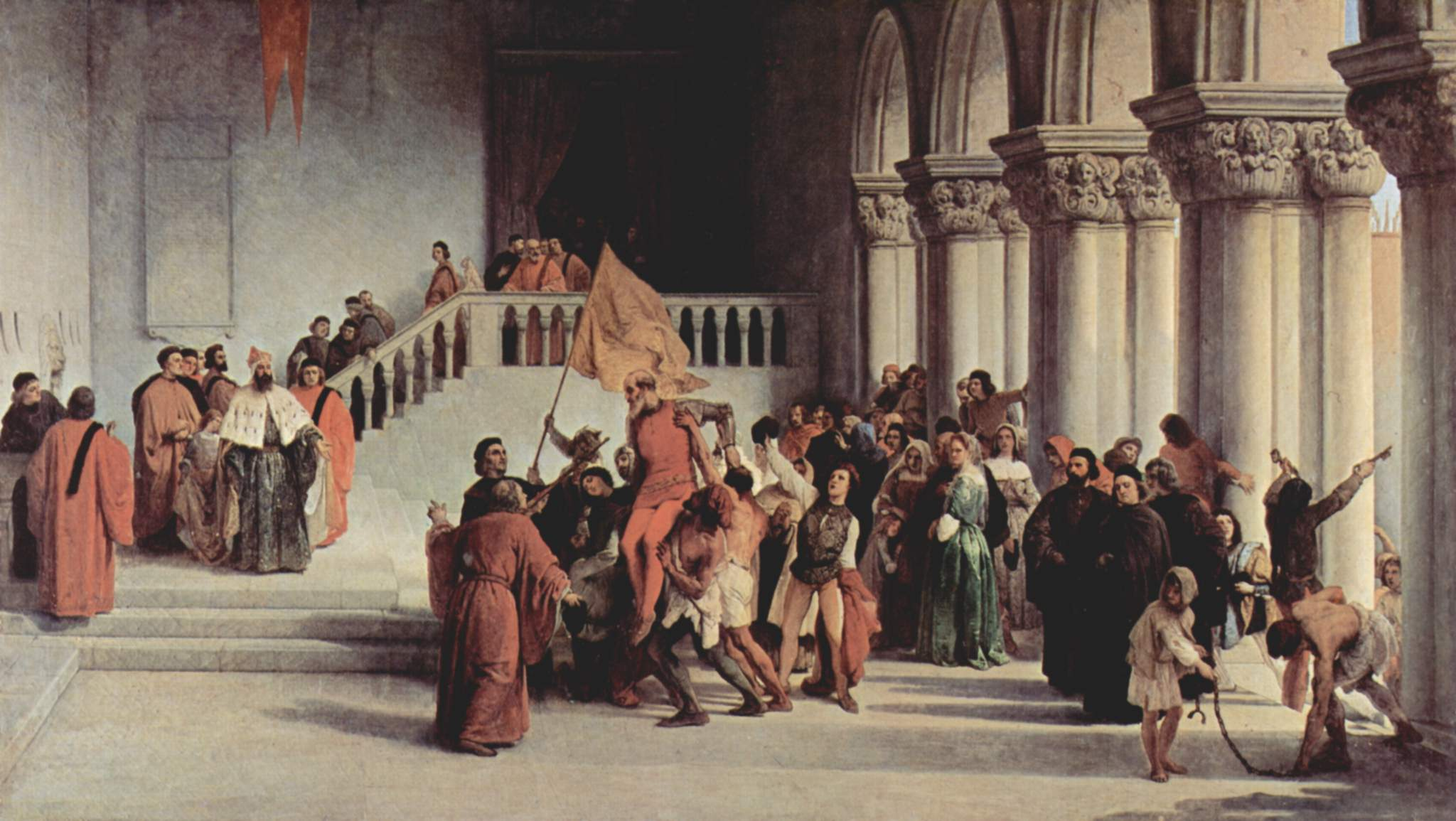
Libération de Vettor Pisani, Francesco Hayez

Vettor Pisani commandait la flotte vénitienne en 1378, lors de la guerre contre les Génois, qu'il vainquit au large du cap d'Anzio ; il reprit Kotor, Šibenik et Rab aux Croates et aux Hongrois, alliés des Génois. Cependant, la flotte génoise vainquit complètement Pisani à Pula en mai 1379, et l'amiral fut jeté en prison à son retour à Venise.
L'ennemi fit bien ressentir sa victoire : il assiégea Chioggia et la prit, ce qui mettait Venise elle-même en danger. Les Vénitiens exigèrent alors la libération de Pisani, dans lequel ils avaient une confiance absolue compte tenu de sa compétence.
Le gouvernement céda et nomma de nouveau le commandant âgé amiral de la flotte. Grâce à son habile stratégie et à son audace, il reprit Chioggia, vainquit les Génois et menaça Gênes elle-même jusqu'à l'acceptation des conditions de paix par cette république.
Pisani est mort en 1380 en se rendant avec une flottille à Manfredonia pour livrer des provisions. Il est enterré dans un monument funéraire de marbre dans la Basilique de San Zanipolo à Venise.
Plusieurs navires ont porté son nom, dont la classe de croiseurs cuirassés Vettor Pisani construite dans les années 1890 et la classe de sous-marins Vettor Pisani, qui fut en service durant la Seconde Guerre mondiale.
Une statue le représente sur l'anneau extérieur du Prato della Valle à Padoue.